# 童跟福
童跟福（George Duncan，—1873年2月12日）是内地会派往中国的第一批传教士兰茂密尔团队（Lammermuir Party）中的一员，1866年9月30日来华。
童跟福来自苏格兰的班夫（Banff），是一位石匠。1866年，童跟福加入戴德生创立的中国内地会，又作为内地会派往中国的第一批传教士兰茂密尔团队（Lammermuir Party）中的一员，5月26日启航，到9月30日到达上海。12月，他们进驻杭州，杭州清泰门新开弄（新巷）1号，建立第一个传教基地。
1867年，童跟福先去兰溪游行布道，又受差遣，进入南京开辟。当时正值太平天国灭亡不久，没有收获。1868年，戴德生、童跟福、路惠理等一行来到扬州，遭遇扬州教案。1868年在上海与Catherine结婚。1869年，童跟福又受差遣，沿大运河北上，进入漕运重镇清江浦，购置土地。
1873年，童跟福在英格兰去世。